# グリー (ブラン・ヴァン3000のアルバム)
『グリー』 (英語: Glee) は、ブラン・ヴァン3000のファーストアルバム。カナダ版は1997年にリリースされ、世界版は1998年にオリジナルから変更されて発売された。
このアルバムは1998年にジュノー賞のオルターナティブ・アルバム・オブ・ザ・イヤーを受賞した。

## 収録曲

### カナダ版
1. ギミ・シェルドン (Gimme Sheldon) - 5:31
2. カウチ・サーファー (Couch Surfer) - 2:51
3. ドリンキング・イン・L.A. (Drinking in L.A.) - 3:56
(Di Salvio、Larson)
4. プロブレムス (Problems) - 1:42
(Di Salvio)
5. ハイウェイ・トゥ・ヘック (Highway to Heck) - 1:00
6. フォレスト (Forest) [フランス語] - 4:13
(Bergen、Leloup)
7. Hardrockin' Cincinnati - 1:09
8. アフロディジアック (Afrodiziak) - 3:50
9. ラックナウ (Lucknow) - 2:29
10. カモン・フィール・ザ・ノイズ (Cum On Feel The Noize) - 3:24
(Holder、Lea)
11. イグザクトリー・ライク・ミー (Exactly Like Me!) - 3:33
12. エブリホエア (Everywhere) - 3:56
(Chaki)
13. Ceci n'est pas Une Chanson - 6:47
14. ウィラード (Willard) - 2:26
(Di Salvio、Hodge)
15. スーパーモデル (Supermodel) - 5:24
16. オブロンキング (Oblonging) - 2:56
17. ママ・ドント・スモーク (Mama Don't Smoke) - 1:55
(Grauer、Johnston)

### 世界版
1. ギミ・シェルドン - 3:59
2. カウチ・サーファー - 2:50
3. ドリンキング・イン・L.A. - 3:56
(Di Salvio、Larson)
4. プロブレムス - 1:38
(Di Salvio)
5. ハイウェイ・トゥ・ヘック - 0:55
6. フォレスト (Forest) [フランス語] - 3:44
(Bergen、Leloup)
7. レインシャイン (Rainshine) - 3:29
8. キャリー・オン (Carry On) - 4:57
9. アフロディジアック - 4:38
10. ラックナウ - 2:09
11. カモン・フィール・ザ・ノイズ - 3:21
(Holder、Lea)
12. イグザクトリー・ライク・ミー - 3:33
13. エブリホエア - 3:54
(Chaki)
14. ユン・シャンソン (Une Chanson) - 2:35
15. オールド・スクール (Old School) - 2:47
16. ウィラード - 2:25
(Di Salvio、Hodge)
17. スーパーモデル - 5:24
18. オブロンキング - 1:37
19. ママ・ドント・スモーク - 1:56
(Grauer、Johnston)